# Jason Moran
Pour les articles homonymes, voir Moran.
Jason Moran est un pianiste de jazz américain né le 21 janvier 1975 à Houston (Texas).
Il a notamment joué avec Steve Coleman, Greg Osby, Charles Lloyd, Lee Konitz ou encore Cassandra Wilson. Adepte des passerelles entre les arts, il collabore avec de nombreux artistes en dehors du monde du jazz, comme avec le quintet à vents Imani Winds, ou les plasticiens Julie Mehretu, Joan Jonas, Glenn Ligon, Adrian Piper, Kara Walker, Lorna Simpson, Stan Douglas ou Terrance Hayes.

## Biographie

### Famille
Andy Moran, père de Jason, travaille dans une banque d'investissement, sa mère Mary est enseignante, et travaille un temps dans une petite pâtisserie,. Jason a deux frères : l'aîné Tai travaille dans une banque, le cadet Yuri travaille dans une organisation amenant des jeunes au golf,.
Profondément mélomane et à la tête d'une collection de plus de 10 000 disques allant du jazz d'avant-garde au classique en passant par Motown, Andy Moran n'a pas pu réaliser son rêve d'être musicien, faute de moyens dans son enfance. Durant les années 1970, il était le photographe attitré du club de jazz de Houston La Bastille. Il donne une éducation musicale à ses enfants, et avec sa femme, emmène ses enfants à des concerts symphoniques ou de jazz. Le couple les emmène également aux musées et les connectent à la culture afro-américaine,.
Sa mère meurt d'un cancer en 2005. Il écrit un morceau en sa mémoire, Cradle Song, sur lequel on entend le bruit d'un crayon sur le papier, évoquant celui de sa mère écrivant à Moran enfant des consignes sur son jeu au piano.

### Jeunesse et formation
Jason Moran naît le 21 janvier 1975, il grandit à Houston. À 6 ans, Jason Moran apprend le piano dans une école suivant la méthode Suzuki, qui lui apprend à travailler son oreille. Moran considère qu'il était alors peu assidu, ce que contredit sa professeure Yelena Kurinets.
À 12 ans, Moran est marqué par Public Enemy, et l'année suivante il découvre Thelonious Monk en écoutant 'Round Midnight. C'est un vrai coup de foudre : il va jusqu'à dépenser son argent de poche en chapeaux pour ressember à Monk Il apprend à improviser à l'aide d'une méthode de boogie-woogie et auprès du pianiste Sidney Davis.
Il étudie à la Kinder High School for the Performing and Visual Arts de Houston à 14 ans. Le peintre John T. Biggers (en) est un voisin, et Moran écrit un morceau pour lui quand il a 16 ans, commençant une longue série de collaborations avec les arts visuels.
À partir de 1993, il part à New York étudier à la Manhattan School of Music auprès de Jaki Byard. Ce pianiste, qui a joué avec des musiciens d'avant-garde comme Eric Dolphy, Roland Kirk et Charles Mingus, a aussi des liens forts avec le piano stride : c'est ce lien entre le passé et l'avenir qui intéresse le jeune musicien. Moran travaille alors beaucoup, et ne participe pas aux jam sessions, ne s'estimant pas prêt
Moran est diplômé en 1997, ce qui ne l'empêche pas de continuer d'étudier auprès d'Andrew Hill et de Muhal Richard Abrams, qu'il a rencontrés grâce à Greg Osby. Il étudie également de façon plus informelle avec Steve Coleman et Greg et Cassandra Wilson.
En 1996, il participe à la masterclass de Betty Carter au Kennedy Center, au cours de laquelle il écrit Make A Decision, une pièce pour trois voix, deux saxophones, piano, deux contrebasses et batterie.

### Carrière

#### Aux côtés de Greg Osby

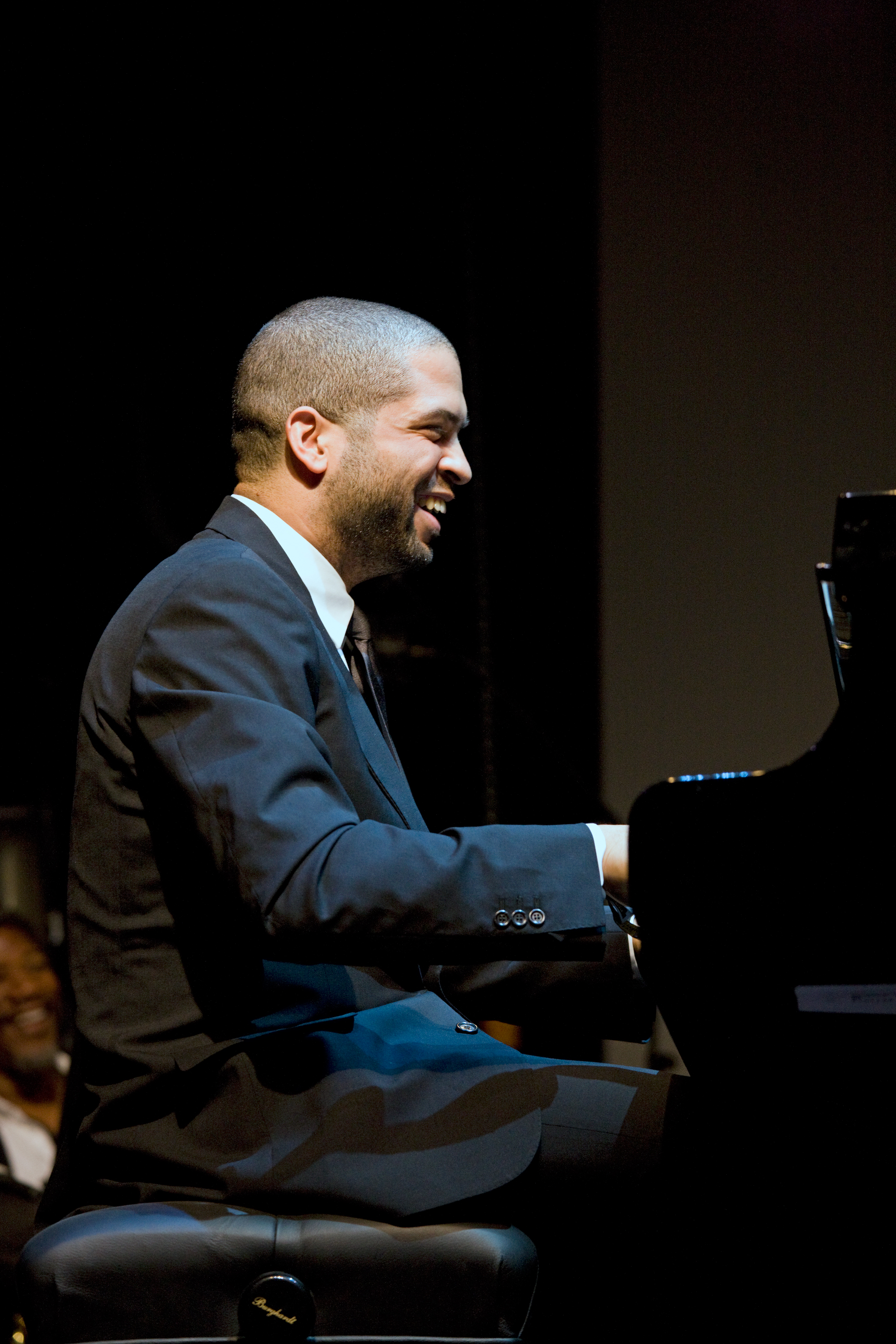
Jason Moran au festival de Moers en 2008.

Après ses études, Jason Moran rencontre le saxophoniste Greg Osby. Ce dernier l'engage sans l'avoir écouté jouer, impressionné par la culture musicale du pianiste, et participe avec lui à plusieurs disques chez Blue Note Records,. Le label lui proposer de participer au groupe New Directions, dirigé par Greg Osby, avec le vibraphoniste Stefon Harris (alors le coloctaire de Moran), le saxophoniste Mark Shim (en), et une section rythmique composée de Tarus Mateen (en) et Nasheet Waits (en).

#### Autres collaborations
En 2003, le saxophoniste Lee Konitz invite trois pianistes pour des duos au Montreal Jazz Festival : Jason Moran, Kenny Werner et Paul Bley.
Moran remplace brièvement Danilo Pérez dans le quartette de Wayne Shorter en 2005.
Il a également beaucoup collaboré avec Charles Lloyd, en duo (Hagar's Song, 2013) ou au sein de son  New Quartet (Rabo de Nube, 2008 ; Mirror, 2010 ; Athens Concert, 2011),.

#### En leader
Après avoir joué aux côtés de David Murray, il enregistre son premier disque chez Blue Note Records, Soundtrack to Human Motion (en) (1999), avec Greg Osby et Stefon Harris. Le disque reçoit de très bonnes critiques.
En 2001 paraît Black Stars (en). L'album fait partie des deux meilleurs de la décennie 2000-2009 selon la NPR (avec These Are the Vistas de The Bad Plus).
En février 2007, il crée In My Mind: Monk at Town Hall, 1959, une performance multimédia autour du célèbre disque de Thelonious Monk, sur une commande du festival de jazz de San Francisco. Moran ne cherche pas seulement à refaire le concert : « je voulais que ça reflète Monk en tant qu'homme, en tant qu'américain et en tant que musicien »]. Moran s'est rendu à l'université Duke, où l'on trouve des archives sonores des répétitions de Monk avec l'arrangeur Hall Overton, au cours desquelles le pianiste se montre bavard. Le spectacle présente ces extraits audio de conversations (et les bruits de pas de Monk qui danse), ainsi qu'une vidéo réalisée par David Dempewolf, dans laquelle se trouvent des photos des répétitions sur lesquelles intervient l'artiste Glenn Ligon, et des images de la plantation de Caroline du Nord où les arrière-grands-parents de Monk étaient esclaves. Moran, qui joue pour la première fois avec un orchestre, se réapproprie la musique en isolant des phrases de Monk, changant les tempos. Un documentaire sur cette performance a été réalisé par Gary Hawkins. Intitulé In My Mind, il est diffusé en 2010.

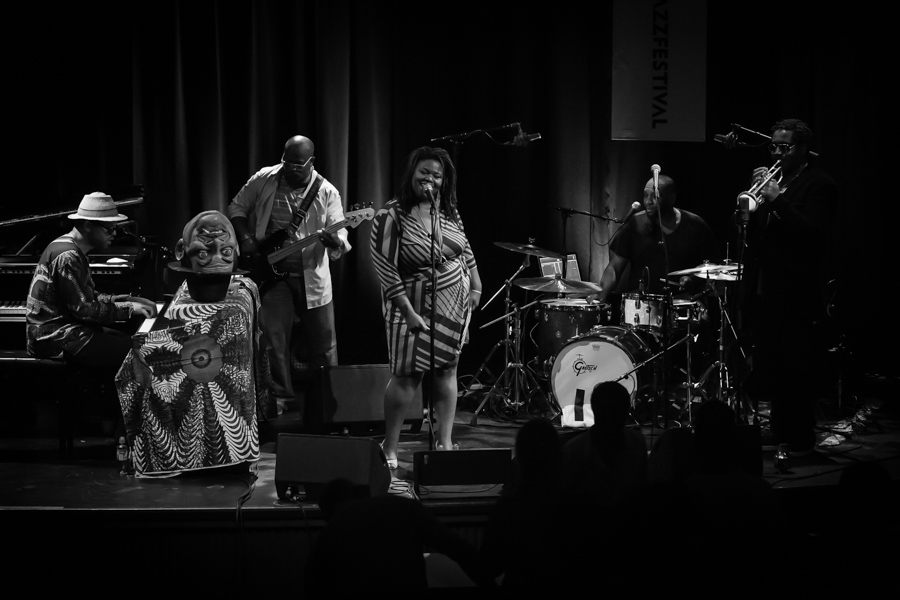
La Fats Waller Dance Party à Oslo en 2015.

Au début des années 2010, il crée un spectacle autour de la musique de Fats Waller, avec pour objectif que le public se mette à danser, avec les encouragements de danseurs professionnels. L'album All Rise: A Joyful Elegy for Fats Waller (en)  (2014) reprend la musique de ce spectacle.
En 2014, Moran crée avec son Bandwagon Looks of a Lot, un projet multimédia commandé par le Chicago Symphony Center. Le sculpteur et activiste Theaster Gates (en) a dessiné les éléments de la scène, et le groupe est rejoint par le musicien Ken Vandermark, la bassiste et chanteuse Katie Ernst et le Kenwood Academy (en) Jazz Band. En mai 2014 sort le documentaire Jason Moran: Looks of a Lot, consacré à la préparation du projet,.
En 2016, il crée sa maison de disques, Yes Records.
En 2021 sort The Sound Will Tell You, son troisième album en piano solo, inspiré par Toni Morrison, autrice qu'il a beaucoup lue pendant la pandémie de Covid-19. La même année paraît Let My People Go en duo avec Archie Shepp, alors âgé de 83 ans. L'album est enregistré lors de deux concerts, à Jazz à la Villette en septembre 2017 et à Mannheim en novembre 2018. Le répertoire, probablement en hommage au mouvement Black Lives Matter, est constitué de standards et de spirituals, comme Sometimes I Feel Like a Motherless Child, sur lequel Archie Shepp chante. L'album est largement salué par la critique,,.

#### AvecBandwagon
En 2000, Jason Moran monte un trio avec Tarus Mateen (en) et Nasheet Waits (en), la rythmique de New Directions. Mateen est un joueur de basse électrique fluide, qui chante par moments (Crepuscule With Nellie) ; Waits est un batteur brillant, versatile et moderne.
Ce trio, surnommé plus tard « the Bandwagon », outre des compositions originales, joue des standards et des reprises, avec un répertoire allant de Duke Ellington à Björk en passant par Jaki Byard.
Bien souvent, en concert, le groupe interagit avec un lecteur minidisc, « quatrième membre » du groupe. Moran s'en sert pour diffuser des sons et des boucles auxquelles le groupe répond. Sur Feedback Pt. 2, le groupe joue sur une boucle composée de larsens de Jimi Hendrix issus du Live at Monterey (1967). Le trio se livre aussi à des improvisations collectives.
Leur premier album sort en 2000, Facing Left (en), considéré comme un classique moderne par la BBC. En 2010 paraît Ten (en), pour les dix ans du trio. L'album est salué par la critique,.

### Au-delà du jazz

#### Dans la musique classique
Jason Moran écrit de la musique dite classique depuis qu'il est étudiant.
Pour le quintet à vents Imani Winds, il a écrit Cane, une suite en quatre parties enregistrée en 2010, et Jump Cut Rose pour quintet et piano, créé en 2014.

#### Dans les arts visuels
Jason Moran s'intéresse aux les passerelles entre la musique et différentes formes d'art.
Alors qu'il était encore étudiant, aux alentours de 1995, il découvre le travail de Bruce Nauman au MoMA. Quand il rencontre sa femme Alicia Hall Moran et sa famille, Jason Moran découvre les artistes noir-américains.
En 2005, le Walker Art Center, où il a joué pour la première fois en 2001, l'invite à composer une œuvre à l'occasion de l'ouverture d'une nouvelle aile. La pièce, une suite mêlant théâtre et jazz intitulée Milestone, est jouée en mai 2005. Elle est principalement inspirée par The Mythic Being: I/You (Her) d'Adrian Piper, évoquant les thèmes de la race et du genre. L'album Artist in Residence (en) reprend une partie de cette œuvre. Sur ce disque, on trouve également Rain, créé au Lincoln Center, inspiré par les chants d'esclaves, ainsi que The Shape, the Scent, the Feel of Things, créé au Dia:Beacon autour d'une œuvre de Joan Jonas.
Le 12 décembre 2008, à l'occasion d'une exposition consacrée aux courtepointes de Gee's Bend au Philadelphia Museum of Art, Moran joue une composition inpsirée par le travail de ces femmes avec Bill Frisell et son Bandwagon.
Le 23 mars 2011 au Whitney Museum of American Art, il improvise sur une de ses compositions écrites pour la vidéo The Death of Tom de Glenn Ligon,.
Sa femme, la chanteuse mezzo-soprano et actrice Alicia Hall Moran, conçoit Bleed, série de concerts et  de performances s'étalant sur cinq jours donnés au Whitney Museum of American Art en mai 2012. Avec le soutien du Philadelphia Museum of Art, du Lincoln Center, du Walker Art Center ou de Chamber Music America, le projet mélange film, vidéo, danse, poésie, lecture, journalisme et médecine alternative. Au cours de 26 sessions, on entend Jason Moran jouer Rain, une pièce commandée par le Lincoln Center en hommage aux esclaves afro-américains. Il organise une répétition avec son trio Bandwagon, on entend aussi un duo avec ensemble de taikos, des versions opératiques des chansons de Motown, une conférence du chercheur Radiclani Clytus, des chansons chant-piano, un concert en solo d'Esperanza Spalding, une lecture du journaliste du The New York Times d'un article sur le harcèlement, une séance d'acupuncture d'Alicia Hall Moran expliquant son engagement artistique… Apparaissent également les plasticiennes Kara Walker et Joan Jonas. Pour le critique Ben Ratlif du New York Times, « Bleed était extraordinaire dans son ampleur, sa profondeur, sa planification et son exécution ».
En 2017 paraît Music for Joan Jonas, point d'étape d'une collaboration s'étalant sur plus d'une dizaine d'années avec l'artiste Joan Jonas, au cours desquels vidéos, dessins, danse et lectures sont accompagnés par le piano de Moran,.

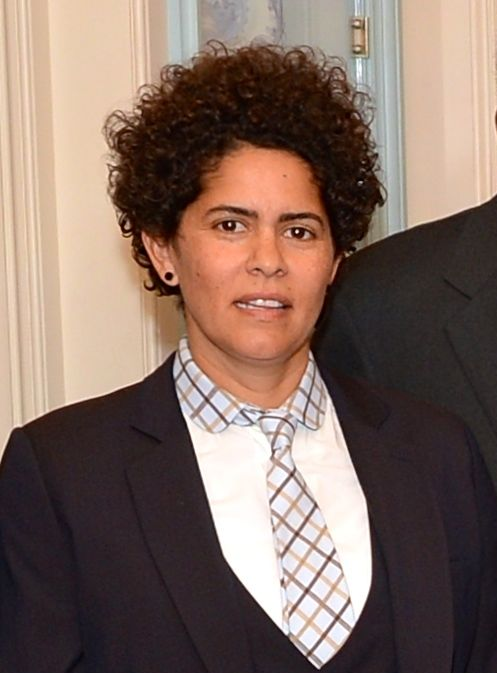
L'artiste Julie Mehretu, avec laquelle Moran a collaboré, en 2015.

Toujours en 2017, Moran publie MASS {Howl, eon}, sur lequel on trouve de la musique composée pendant que la peintre Julie Mehretu réalise deux œuvres in situ pour le Musée d'Art moderne de San Francisco dans une ancienne église de Harlem, évoquant la violence de l'histoire de États-Unis. Le la résonnant particulièrement bien dans le lieu, Moran a basé ses compositions sur cette note.
Jason Moran est également peintre. Sa première exposition personnelle s'est tenue en 2018 au Walker Art Center de Minneapolis ; elle a ensuite été présentée à l'Institut d'art contemporain de Boston et au Whitney Museum of American Art. En 2021, une exposition à la galerie Luhring Augustine de New York présente les traces des marteaux d'un piano sur papier japonais, évoquant l'action painting ou le dessin automatique. Il rend également hommage à George Floyd et Breonna Taylor. Une de ses peintures figure sur la pochette de Thanksgiving at The Vanguard.

### Enseignement
Jason Moran enseigne au Conservatoire de musique de la Nouvelle-Angleterre et à la Manhattan School of Music.
Il donne également des cours particuliers chez lui, dans son appartement à Harlem. Il donne également des masterclasses avec son trio Bandwagon.

### Responsabilités
En 2009, il est nommé conseiller jazz du Kennedy Center.
En 2014, il est conseiller artistique du festival de jazz de San Francisco.

## Récompenses
- 2010 : Bourse MacArthur[40]
- 2011 : meilleur artiste de jazz, meilleur pianiste et meilleur album de l'année pour DownBeat[28]

## Style
Comme Duke Ellington, Jason Moran est un musicien qu'il est difficile de classer dans un genre défini, et dont la créativité dépasse les catégories.
Grand connaisseur de l'histoire de la musique, et du jazz en particulier, tout en étant au courant des dernières nouveautés, ses influences sont multiples : le stride de Fats Waller, la musique de Thelonious Monk, particulièrement son utilisation de l'espace et des silences,, celle de son maître Jaki Byard, le free jazz, la musique classique (Ravel, Brahms) mais également la musique de Björk ou le hip-hop.
Il se dit également influencé par la peinture de Jean-Michel Basquiat, d'Egon Schiele (le titre de son album Facing Left est le titre d'une peinture de Schiele) ou de Robert Rauschenberg.
En piano solo, toutes ces influences peuvent se mélanger : on peut ainsi entendre dans un même concert des improvisations sur des beats hip-hop préenregistrés, du Beethoven ou du Brahms, des morceaux de James P. Johnson ou de Jaki Byard, une version de Planet Rock d'Afrika Bambaataa, des standards, des compositions ou encore des improvisations libres. Moran utilise régulièrement un lecteur minidisc diffusant divers sons, notamment des voix enregistrées, créant des boucles qui peuvent évoquer la musique minimaliste, sur lesquelles il improvise,.
Son style pianistique s'affirme avec son deuxième album Facing Left (en) (2000) : il y détourne le rôle traditionnellement assigné aux mains gauches et droites. Se détachant de l'idéal de la ligne mélodique bebop, il opte pour un expressionnisme pictural s'étendant sur tout le clavier.

## Discographie

### En tant que leader

#### Formations diverses
- 1999 : Soundtrack to Human Motion (en) (Blue Note) avec Greg Osby, Stefon Harris, Lonnie Plaxico et Eric Harland
- 2001 : Black Stars (en) (Blue Note) avec Sam Rivers, Tarus Mateen et Nasheet Waits
- 2004 : Same Mother (en) (Blue Note) avec Marvin Sewell, Tarus Mateen et Nasheet Waits
- 2006 : Artist in Residence (en) (Blue Note) avec Adrian Piper, Ralph Alessi, Marvin Sewell, Tarus Mateen, Nasheet Waits et Joan Jonas,
- 2014 : All Rise: A Joyful Elegy for Fats Waller (en) (Blue Note)
- 2017 : Bangs (Yes)
- 2017 : MASS {Howl, eon}[36]
- 2017 : Looks of a Lot (Yes)[15]
- 2017 : Music for Joan Jonas[34]

#### AvecBandwagon
- 2000 : Facing Left (en) (Blue Note)
- 2003 : The Bandwagon (Live at the Village Vanguard) (en) (Blue Note)
- 2010 : Ten (en) (Blue Note)
- 2016 : Thanksgiving at The Vanguard (Yes)[39]

#### Piano solo
- 2002 : Modernistic (en) (Blue Note)
- 2016 : The Armory Concert (Yes)
- 2021 : The Sound Will Tell You[17]

### En tant que coleader
- 2000 : New Directions, avec Stefon Harris, Greg Osby et Mark Shim (Blue Note)
- 2010 : Lost in a Dream (en), avec Paul Motian et Chris Potter (ECM)
- 2013 : Hagar's Song, avec Charles Lloyd (ECM)
- 2021 : Let My People Go, en duo avec Archie Shepp (Archie Ball)[18]
- 2021 : Live at Big Ears avec Milford Graves (auto-édité par Moran)[44]

### En tant que sideman
Avec Ralph Alessi (en)
- 2010 : Cognitive Dissonance (CAM Jazz, 2010)
- 2013 : Baida (ECM, 2013)

Avec Don Byron
- 2004 : Ivey-Divey (Blue Note)

Avec Scott Colley
- 2007 : Architect of the Silent Moment (CAM Jazz)

Avec Steve Coleman
- 1999 : The Sonic Language of Myth – Believing, Learning, Knowing  (RCA Victor)
- 2006 : Weaving Symbolics (Label Bleu)

Avec Bunky Green (en)
- 2006 : Another Place (Label Bleu)
- 2010 : Apex (Pi Recordings)

Avec Stefon Harris
- 1998 : A Cloud of Red Dust (Blue Note)
- 1999 : Black Action Figure (Blue Note)

Avec Charles Lloyd
- 2007 : Rabo de Nube (ECM)
- 2010 : Mirror (ECM)
- 2011 : Athens Concert (ECM)
- 2016 : Passin' Thru (Blue Note)

Avec Christian McBride
- 2005 : Live at Tonic (Ropeadope)

Avec Ron Miles (en)
- 2017 : I am a Man (Enja)
- 2020 : Rainbow Sign (Blue Note)

Avec David Murray
- 2017 : Blues for Memo (Motema)

Avec Greg Osby
- 1997 : Further Ado (Blue Note)
- 1997 : Friendly Fire (en) (Blue Note), avec Joe Lovano
- 1997 : Banned in New York (en) (Blue Note)
- 1997 : Zero (Blue Note)
- 2001 : Symbols of Light (A Solution) (Blue Note)
- 2002 : Inner Circle (Blue Note)

Avec Eric Revis
- 2013 : Parallax (Clean Feed)

Avec Stephanie Richards
- 2020 : Parallax (Northern Spy)

Avec Jenny Scheinman
- 2008 : Crossing the Field (Koch)

Avec Walter Smith III (en)
- 2010 : III (Criss Cross)

Avec Otis Taylor
- 2009 : Pentatonic Wars and Love Songs (Telarc)

Avec Henry Threadgill
- 2016 : Old Locks and Irregular Verbs (en) (Pi Recordings)

Avec Nasheet Waits
- 2008 : Equality (Fresh Sound New Talent)

Avec Trio 3
- 2013 : Refraction – Breakin' Glass (en) (Intakt)[45]

Avec Walking Distance
- 2018 : Freebird (Sunnyside)[46]

Avec Cassandra Wilson
- 2008 : Loverly (en) (Blue Note)

## Filmographie

### Documentaires sur Jason Moran
- 2010 : In My Mind, de Gary Hawkins, sur un concert en hommage à l'album The Thelonious Monk Orchestra at Town Hall[47],[14]
- 2014 : Jason Moran: Looks of a Lot, de Radiclani Clytus, Gregg Conde et Anthony Gannon, sur la préparation d'un projet dans le cadre d'une commande du Chicago Symphony Center avec des étudiants de la Kenwood Academy (en) Jazz Band[48],[16],[15]
- 2014 : Kenwood's Journey, de John Owens, sur la collaboration entre Moran et le Kenwood Academy (en) Jazz Band (Chicago)[49]

### Musique de film
Jason Moran a écrit de la musique pour plusieurs films :

#### Courts-métrages
- 2003 : Five Deep Breaths (en) de Seith Mann (en)
- 2004 : All We Know of Heaven de Christopher Dillon
- 2007 : Stutter de Janice Ahn

#### Longs-métrages
- 2014 : Selma d'Ava DuVernay

#### Documentaires
- 2009 : RFK in the Land of Apartheid de Tami Gold (en)
- 2016 : Le 13e d'Ava DuVernay
- 2019 : Traveling While Black de Roger Ross Williams
- 2020 : Aggie de Catherine Gund